# المپیک ۱۹۷۲ ادای احترام به قدرت سیاهپوستان
المپیک ۱۹۷۲ ادای احترام به قدرت سیاهپوستان (انگلیسی: 1972 Olympics Black Power salute) یک اعتراض سیاسی توسط دو تن از اعضای تیم المپیک ایالات متحده وینسنت متیوز و وین کللت در طول بازی‌های المپیک تابستانی ۱۹۷۲ در ورزشگاه المپیک مونیخ، آلمان غربی، بود. این رویداد گاهی اوقات به عنوان «اعتراض فراموش شده» نامیده می‌شود. این رویداد چهار سال پس از برگزاری بازی‌های المپیک ۱۹۶۸ به وقوع پیوست.

## اعتراض
وینسنت متیوز و وین کللت از ایستادن برای سرود ملی آمریکا خودداری کردند. آنها شروع به تاب دادن مدال‌های طلای خود در حین ترک ورزشگاه کردند. تماشاچیان آلمانی هر دوی دونده‌ها را به خاطر این رفتار هو کردند.
وین کللت در مصاحبه ای با شبکه تلویزیونی ای بی سی آمریکا پس از مراسم مدال گفت: سرود ملی هیچ معنایی برای او ندارد. او گفت به خاطر مبارزه سیاهپوستان که در آن زمان در آمریکا در جریان بود، قادر به احترام به سرود نیست. هر دوی این قهرمانان از رقابت‌های آینده المپیک توسط IOC محروم شدند.

## پس از بازی‌ها
هر دو دونده محرومیت مادام العمر از کمیته بین‌المللی المپیک IOC دریافت کردند. نمادهای هر دو دونده در نهایت به تالار مشاهیر سیاه المپیک منتقل شدند. این نمایش بعداً تحت‌الشعاع کشتار واقعه المپیک مونیخ قرار گرفت. کللت به تحصیلات حقوق پرداخت. در سال ۲۰۱۱، متیوز در تالار مشاهیر USATF برگزیده شد.